# Lodovico Altieri
Lodovico Altieri (ur. 17 lipca 1805 w Rzymie, zm. 11 sierpnia 1867 tamże) – włoski kardynał.

## Życiorys
Był synem Paluzza Altierego i Marii Anny di Sassonia. 23 marca 1833 przyjął święcenia kapłańskie. Wkrótce potem rozpoczął pracę w Kurii Rzymskiej, gdzie ostatecznie został sekretarzem Kongregacji ds. Edukacji Katolickiej. 11 lipca 1836 został tytularnym arcybiskupem Efezu, a tydzień później – nuncjuszem apostolskim w Austrii. 14 grudnia 1840 został kreowany kardynałem in pectore. Kapelusz kardynalski wraz z diakonią S. Maria in Portico Campitelli otrzymał dopiero na konsystorzu, pięć lat później. Od 1847 do 1848 był członkiem triumwiratu, zarządzającego Rzymem. Od 19 marca 1857 do śmierci pełnił urząd kamerlinga. 17 grudnia 1860 został podniesiony do rangi kardynała biskupa i mianowany biskupem diecezji suburbikarnej Albano. Rok później został prefektem ds. Indeksu ksiąg zakazanych. Pełnił także rolę archiprezbitera bazyliki laterańskiej. Podczas epidemii cholery w Rzymie, opiekował się chorymi i sam zaraził się chorobą, w wyniku czego zmarł.